# Eva Torres
Pour les articles homonymes, voir Torres.
Eva Torres, surnommée Papi, est un personnage fictif créé par Ilene Chaiken pour la série télévisée The L Word. Personnage lesbien majeur de la série, interprétée par l'actrice Janina Gavankar, Papi est déjà mentionnée dans le 1er épisode de la saison 4, mais elle apparaît pour la 1re fois dans l'épisode 2 de la saison 4 (La Vida Loca).
On apprend dans la saison 3 que Papi est sortie avec Carmen au bal de promo quand elles étaient au lycée.

## Biographie
Eva Torres vit dans le quartier d'Echo Park, à l'Est de Los Angeles. Originaire d'Amérique Latine,tout comme Carmen, elle parle l'anglais et l'espagnol, langue qu'elle glisse subtilement dans des conversations (appelant notamment ses amies "chica"). Elle se fait appeler "papi", un terme employé au Mexique qui signifie "papa", mais qui peut également désigner un homme charmeur et physiquement attractif. Ce surnom est tout indiqué au travers du style hip-hop (parfois androgyne) et du caractère volage de la jeune femme.
Papi est chauffeuse de limousine. On ne sait pas grand-chose de sa vie passée ni de ses études. La jeune femme se fait connaître des autres personnages par son lien avec le site internet d'Alice, qui répertorie toutes les relations entre les femmes lesbiennes ou bisexuelles de Los Angeles. Papi, inscrite sur le site, entre tellement de noms de conquêtes que le serveur se retrouve surchargé. Papi rencontrera par la suite Alice, ajoutant un nom à sa liste de conquêtes.
Bien qu'en amour, Papi soit de nature volage et collectionne les histoires sans lendemain, en amitié, c'est une personne fidèle et dévouée. Cependant, au début, elle sera un peu réticente à l'idée d'intégrer le groupe d'amies d'Alice, considérant qu'elles appartiennent à la classe moyenne supérieure et qu'elles ne viennent pas du même monde. De plus, elle voit premièrement une rivalité avec Shane, craignant que sa réputation de charmeuse ne soit défaite au profit de la sienne. Elle lui donnera le surnom de ''Vanilla Spice''. Shane n'est cependant pas réceptive à ce jeu de provocation et n'est en aucun cas intéressée par cette rivalité,. Finalement, les deux jeunes femmes se réconcilient et Papi entretiendra de bonnes relations avec l'ensemble du groupe. Chacune semble l'apprécier à sa manière, et toutes projettent en elle la même réputation de charmeuse qu'elles projetaient alors sur Shane. Papi leur démontrera néanmoins ses autres ressources, notamment sa pratique du basketball, ou son talent pour le poker, jeu auquel elle initiera ses amies (épisode 6, Luck Be a Lady).
Présentée dès son apparition comme une véritable Don Juan quelque peu moqueuse, Papi se révèle cependant au fil de la saison comme une personne de valeurs, droite et loyale, possédant une forme de lucidité sur la vie et les relations, et sympathique, voire protectrice envers ses amies.
Papi est la meilleure amie de Tasha, une militaire réservée. Rapidement, Papi comprendra que son amie craque pour Alice, et que cette attirance est réciproque. C'est d'ailleurs elle qui jouera les entremetteuses, dans l'épisode 6 (Luck Be a Lady), en demandant à Alice d'obtenir à Tasha un ticket pour la première du film Roll The Dice, dont Shane est la star de la soirée (elle pose pour une marque de sous-vêtements sponsorisant l'événement). Tasha et Alice finiront en effet en couple.
À l'écran, le personnage de Papi apparaît plus solaire et plus exotique que les autres personnages féminins. Représentée de façon à incarner la figure latina, Papi est un personnage teinté de mystère et d'exotisme (c'est pour cette raison que ce personnage fera polémique parmi quelques fans de la série, Papi étant interprétée par une actrice nullement originaire d'Amérique Latine). D'un point de vue vestimentaire, Papi cultive un style masculin-féminin, sous l'influence de la mode hip-hop des années 2000. Elle apparaît régulièrement les cheveux tressés et porte souvent des couvre-chefs (casquettes, bandanas et chapeaux), rappels éventuels de son métier de chauffeuse de limousine. L'allure de Papi est complétée par ses boucles d'oreille créoles et ses yeux souvent soulignés de noir.

## Évolution au cours de la saison 4

### Rencontre avec Alice
Dans l'épisode 1 de la saison 4, Alice constate que le serveur de son site internet OurChart a été surchargé en raison d'une certaine Papi, qui a entré plus d'un millier de noms dans le serveur, dépassant ainsi le nombre de conquêtes de Shane,. Le lendemain, lors de sa chronique radio, Alice raconte cette aventure sur les ondes, en demandant à ladite Papi d'entrer en contact avec elle afin de l'interviewer, curieuse de savoir son secret pour avoir autant de conquêtes. Elle précise que Papi peut également se contenter de lui indiquer les endroits où elle a l'habitude de sortir faire la fête, et qu'elle se chargera de la trouver.
Au début de l'épisode 2 de la saison 4, on devine que Papi a dû choisir cette option. Alice se retrouve en effet dans une discothèque queer, dont la clientèle est majoritairement latino-américaine. Complètement perdue, elle se fait alpaguer par deux personnes qui affirment être Papi. Lorsqu'une drag queen lui apprend la véritable signification du mot "papi", Alice ricane nerveusement et comprend qu'elle va devoir entrer en contact avec Papi afin de la rencontrer. Cette dernière finit par lui donner rendez-vous un soir. En arrivant au lieu à l'heure dite, sous une pluie battante, Alice se retrouve dans un estaminet douteux, où des hommes latino-américains d'un certain âge la regardent d'une façon qu'elle ne semble pas apprécier. Lorsqu'elle s'adresse au tenancier pour lui demander où se trouve Papi, ce dernier lui désigne un homme au visage rubicond, occupé à boire de la bière. Alice remercie, mais comprend que Papi l'a une nouvelle fois bernée. Mal à l'aise dans cet endroit, elle sort en courant. Une fois dehors, elle reçoit un appel de la véritable Papi, sans savoir que c'est bien elle. Elle monte alors dans une limousine attendant devant l'estaminet, pensant que le conducteur doit la conduire à Papi. C'est alors que Papi baisse la vitre, révélant son identité.
Les deux jeunes femmes se retrouveront dans un autre restaurant latino dont Papi est une habituée, connue et appréciée de tous. Durant l'interview, la jeune femme se montrera séductrice envers Alice, qu'elle appelle affectueusement "Alicia". Répondant à ses questions, elle reste néanmoins elliptique sur son "secret" pour avoir autant de conquêtes. Elle affirme de façon claire son orientation sexuelle (lesbienne) en confiant à Alice qu'elle aime toutes les femmes, car elle chérit tout ce qui les constitue (leur voix, leurs cheveux, leurs yeux, leurs faiblesses, leurs fluides...). Bien que Papi assume fièrement sa réputation de Don Juan, elle précise à Alice qu'elle respecte ces mêmes femmes autant qu'elle-même. Dans une ultime phrase de séduction, elle affirme à Alice qu'elle peut faire jouir une femme simplement en l'embrassant. De fil en aiguille, Alice est charmée, et les deux jeunes femmes finiront par faire l'amour sur la banquette de la limousine de Papi. Le lendemain, après avoir déposé Alice chez elle, Papi courtise Helena Peabody. Alice, nullement jalouse, a bien saisi le caractère de Papi et s'amuse de la situation.Elle racontera par la suite cette rencontre à ses amies.

### Inclusion dans le groupe
Quelques jours après leur aventure d'un soir, Alice et Papi se retrouvent au Planet, le café tenu par Kit Porter, où Alice continue de poser des questions à Papi sur ses méthodes de séduction (Layup, saison 4, épisode 4). En lui demandant ses bonnes adresses pour rencontrer des filles, Papi lui parle de parties de basketball entre femmes lesbiennes, où elle a l'habitude de se rendre chaque fin de semaine en compagnie de ses amies extérieures. Alice suggère alors de constituer une équipe avec ses amies et de jouer en match amical contre Papi et son équipe. À cette idée, cette dernière s'esclaffe, n'imaginant pas du tout Alice ni ses amies de la classe moyenne supérieure affronter son équipe. Vexée, Alice décide de la provoquer et lui donne rendez-vous pour un match le samedi suivant. Elle s'y rendra, ayant constitué une équipe composée de Shane, Bette, Jenny, Kit, Helena et elle-même. Tina arrivera par la suite, intégrant l'équipe de Papi.

### Relations amicales et amoureuses
Outre ses innombrables conquêtes et aventures d'un soir, Papi entretient certaines relations avec les personnages de la série.
Premièrement, Papi est la meilleure amie de Tasha. Leur amitié commence sur une aventure d'un soir, où Tasha rencontre Papi au club "Palms". La latina la séduit et les deux femmes ont une aventure d'une nuit. Dans l'épisode Luck Be a Lady, Tasha confie à Alice que cette nuit était terriblement drôle car il n'y avait aucune alchimie entre les jeunes femmes, et que Papi n'est tout simplement pas son genre. Elle ajoute que depuis, elle et Papi sont inséparables et qu'elle est "la meilleure amie que quelqu'un pourrait avoir".  
Papi présente Tasha à ses amies lors d'une soirée. Cette dernière, bien qu'apparaissant froide et distante, se montre quelque peu intéressée et séductrice envers Alice. Papi arrangera le coup entre elles lors d'une soirée consacrée à Shane. Bien que Papi soit ravie de la relation naissante entre ses deux amies, elle restera néanmoins vigilante, et n'hésitera pas à reprendre Alice sitôt qu'elle doutera de Tasha. 
Au fil de la saison 4, Papi craquera pour Kit Porter, la demi-sœur de Bette, après que celle-ci se soit séparée de son petit ami, Angus. Ce dernier l'ayant trompée, Kit se met à flirter avec Papi afin de le rendre jaloux. La latina l'emmène alors danser et boire des verres dans un restaurant, en ignorant tout de son passé de femme alcoolique. Les deux femmes rentrent ensemble, à la demande de Kit, mais rien ne se passe, car cette dernière est trop ivre, et Papi ne tente rien. Le lendemain, au Planet, elle lui offre des fleurs et lui propose un second rendez-vous. Concernant Papi, on devine que cette attirance amoureuse est nouvelle pour elle, que c'est la première fois qu'elle ressent des sentiments aussi profonds pour une femme. La jeune femme confiera à ses amies qu'elle est quelque peu bouleversée par la situation, lors d'une réunion improvisée dans le lit d'Alice et de Tasha. Kit est cependant fondamentalement hétérosexuelle ; c'est ce qu'elle avouera à Papi lorsqu'elles se retrouveront à faire l'amour, mais que Kit n'obtiendra pas d'orgasme. 

## Apparition du personnage par épisode
| Eva Torres | Eva Torres | Eva Torres | Eva Torres | Eva Torres | Eva Torres | Eva Torres | Eva Torres | Eva Torres | Eva Torres | Eva Torres | Eva Torres | Eva Torres |
| Saison 1   | Saison 1   | Saison 1   | Saison 1   | Saison 1   | Saison 1   | Saison 1   | Saison 1   | Saison 1   | Saison 1   | Saison 1   | Saison 1   | Saison 1   |
| ---------- | ---------- | ---------- | ---------- | ---------- | ---------- | ---------- | ---------- | ---------- | ---------- | ---------- | ---------- | ---------- |
| 01         | 02         | 03         | 04         | 05         | 06         | 07         | 08         | 09         | 10         | 11         | 12         | 13         |
| -          | -          | -          | -          | -          | -          | -          | -          | -          | -          | -          | -          | -          |
| Saison 2   |            |            |            |            |            |            |            |            |            |            |            |            |
| 01         | 02         | 03         | 04         | 05         | 06         | 07         | 08         | 09         | 10         | 11         | 12         | 13         |
| -          | -          | -          | -          | -          | -          | -          | -          | -          | -          | -          | -          | -          |
| Saison 3   |            |            |            |            |            |            |            |            |            |            |            |            |
| 01         | 02         | 03         | 04         | 05         | 06         | 07         | 08         | 09         | 10         | 11         | 12         |            |
| -          | -          | -          | -          | -          | -          | -          | -          | -          | -          | -          | -          |            |
| Saison 4   |            |            |            |            |            |            |            |            |            |            |            |            |
| 01         | 02         | 03         | 04         | 05         | 06         | 07         | 08         | 09         | 10         | 11         | 12         |            |
| -          | Oui        | Oui        | Oui        | Oui        | Oui        | Oui        | Oui        | Oui        | Oui        | Oui        | Oui        |            |
| Saison 5   |            |            |            |            |            |            |            |            |            |            |            |            |
| 01         | 02         | 03         | 04         | 05         | 06         | 07         | 08         | 09         | 10         | 11         | 12         |            |
| -          | -          | -          | -          | -          | -          | -          | -          | -          | -          | -          | -          |            |
| Saison 6   |            |            |            |            |            |            |            |            |            |            |            |            |
| 01         | 02         | 03         | 04         | 05         | 06         | 07         | 08         |            |            |            |            |            |
| Oui        | -          | -          | -          | -          | -          | -          | -          |            |            |            |            |            |